# سینمای ایران در جشنواره بین‌المللی فیلم مونترال

## داوران
در سال ۲۰۰۰ عباس کیارستمی رئیس هیئت داوران جشنواره مونترال کانادا بود. در سال ۲۰۰۱ رخشان بنی اعتماد، در سال ۲۰۰۳ سمیرا مخملباف به عنوان داور و در سال ۲۰۰۹ جعفر پناهی به عنوان رئیس هیئت داوران جشنواره مونترال کانادا انتخاب شدند.
در سال ۲۰۱۴ نیز، بهمن مقصودلو تهیه‌کننده و فیلمساز ایرانی مقیم آمریکا داور فیلم‌های اول جشنواره بود.

## جوایز سینمای ایران
- جایزه بهترین فیلم از فستیوال بین‌المللی فیلم مونترال (۱۹۹۷) برای فیلم بچه‌های آسمان به کارگردانی مجید مجیدی
- جایزه بهترین فیلم از فستیوال فیلم مونترال (۱۹۹۹) برای فیلم رنگ خدا به کارگردانی مجید مجیدی
- جایزه بهترین فیلم اول از بیست و چهارمین جشنواره فیلم مونترال(۲۰۰۰) برای فیلم دختران خورشید به کارگردانی مریم شهریار
- جایزه بهترین فیلم از فستیوال بین‌المللی فیلم مونترال (۲۰۰۱) برای فیلم باران به کارگردانی مجید مجیدی
- جایزه بهترین بازیگر زن از جشنواره بین‌المللی فیلم مونترال (۲۰۰۲) برای بازی در فیلم ایستگاه متروک به لیلا حاتمی
- جایزه نوآوری هنری از جشنواره بین‌المللی فیلم مونترال(۲۰۰۹) برای فیلم آتشکار به کارگردانی محسن امیریوسفی
- جایزه بهترین فیلم اول از سی و سومین فستیوال بین‌المللی فیلم مونترال (۲۰۰۹) برای فیلم «وقتی لیموها زرد شدند» به کارگردانی محمدرضا وطن‌دوست.[۳]
- جایزه بهترین بازیگر زن از سی و پنجمین جشنواره بین‌المللی فیلم مونترال (۲۰۱۱) برای بازی در فیلم اینجا بدون من به فاطمه معتمدآریا[۴]
- جایزه بهترین فیلمنامه از چهل و یکمین جشنواره فیلم مونترال (۲۰۱۷) برای فیلمنامه فیلم سینمایی  آپاندیس به نویسندگی و کارگردانی  حسین نمازی

## حضور سینمای ایران
- سی و یکمین جشنواره فیلم مونترال (۲۰۰۷): در بخش فوکوس بر سینمای جهان- دو فیلم کوتاه جاده‌های کیارستمی ساخته عباس کیارستمی و زرد،آبی،قرمز به کارگردانی علی کریم در بخش فوکوس بر سینمای جهان- فیلم‌های بلند آخرین ملکه زمین ساخته محمدرضا عرب و اسب‌های دریایی به کارگردانی رحمان میلانی در بخش مستندهای جهان چهره‌ها ساخته شاهین پرهامی و در بخش خارج از مسابقه مجموعه مستندهای فرش ایرانی ساخته ۱۵ کارگردان کشورمان در این جشنواره به نمایش درآمد.[۵][۶]
- سی‌و سومین جشنواره بین‌المللی فیلم مونترال (۲۰۰۹): فیلم‌های سینمایی «آتشکار» محسن امیریوسفی، «بیست» عبدالرضا کاهانی، «وقتی لیموها زرد شدند» محمدرضا وطن‌دوست، «پنالتی» انسیه شاه حسینی و فیلم کوتاه «فیلم اول» پناه پناهی فیلم‌های ایرانی شرکت کننده در سی و سومین جشنواره بین‌المللی فیلم مونترال بودند.[۷]
- سی‌و چهارمین جشنواره بین‌المللی فیلم مونترال (۲۰۱۰): فیلم سینمایی طهران، تهران به کارگردانی داریوش مهرجویی و مهدی کرم‌پور[۸]
- چهل و یکمین جشنواره فیلم مونترال (۲۰۱۷): حضور فیلم سینمایی آپاندیس در بخش اصلی و رقابتی جشنواره فیلم مونترال.